# Курдюмов, Степан Никитич
Степан Никитич Курдюмов — харьковский и московский второй гильдии купец, меценат, ближайший сподвижник Каразина, Карпова и Урюпина, один из главных инициаторов сбора средств на открытие Харьковского университета, где впоследствии обучался его сын. С 1793 года именитый гражданин Харькова. 4 апреля 1801 года в городе Харькове состоялись выборы бургомистра, на которых решением харьковского купечества Курдюмов был назначен главой городской управы. Курдюмов принадлежал к ближайшему кругу друзей Григория Сковороды. В архиве семьи купца сохранились фрагменты переписки Курдюмова с философом Григорием Сковородой за 1781, 1783, 1784 года. В настоящее время архив находится в РАН в Санкт-Петербурге, фонд номер 216. Благодаря этой переписке исследователям удалось детально восстановить годы странствий Сковороды по окрестным местам Харькова, а также установить некоторые факты, касающиеся его поездки в Таганрог.